# Peyton C. March
Peyton Conway March (Easton (Pennsylvania), 27 december 1864 – Washington D.C., 13 april 1955) was een Amerikaans militair. March studeerde in 1888 af aan West Point en was Chief of Staff of the United States Army van mei 1918 tot en met juni 1921. De totstandkoming van de invloedrijke rol van de Chief of Staff in het Amerikaanse leger in de 20ste eeuw kan grotendeels aan hem worden toegeschreven.